# Oreste Castagna (attore)
Oreste Castagna (Milano, 28 giugno 1959) è un attore italiano.

## Biografia
Nasce a Milano nel 1959, si diploma al "liceo classico Giuseppe Parini" e frequenta Lingue e Letterature straniere all'Università degli Studi di Milano e il D.A.M.S. dell'Università di Bologna. 
Diplomato alla Scuola di Teatro delle Grazie di Bergamo diretta da Umberto Verdoni. Fonda con Pietro Ghislandi nel 1980 il gruppo di cabaret "Quelli del Bunker" e per dieci anni fa spettacoli nei più noti locali italiani.
Nel 1983 inizia la sua collaborazione come attore con Bruno Bozzetto. Ha debuttato in televisione nel 1984 conducendo insieme a Elisabetta Gardini su Raiuno il programma Cartoni Magici.
Dal 1990 al 2000 ha doppiato Dodò nel programma televisivo L'albero azzurro, trasmesso la mattina sulle reti Rai. Nello stesso periodo, inizia l'attività di regista a Firenze con il gruppo "Teatro Aster", dove sperimenta la sua esperienza televisiva nel programma L'albero azzurro, con il ciclo di spettacoli Cartastorie. Da qui inizia la collaborazione con la Fondazione AIDA di Verona, che propone spettacoli in lingua italiana e inglese, con la trilogia di Oscar Wilde: Il principe felice, Il gigante egoista, L'usignolo e la rosa. 
Negli anni 1990 comincia anche la collaborazione con il Teatro Prova di Bergamo come regista e autore.
È regista di diversi spettacoli per ragazzi e anche di spot pubblicitari e videoclip in Francia, Italia, Spagna e Inghilterra.
Nel 2001 è protagonista nel lavoro teatrale diretto da Silvia Barbieri e Elio De Capitani al Teatro dell'Elfo di Milano Nessuno tocchi Caino. L'anno dopo conclude la trilogia teatrale su Dante con gli allievi attori della scuola del Teatro Prova di Bergamo ne Inferno-Purgatorio-Paradiso. Dirige Il campanaro prodotto dal Teatro Prova di Bergamo.
Dal 2002 è Gipo Scribantino, un nuovo personaggio del programma per bambini di Rai 3 La Melevisione. In seguito interpreta lo stesso personaggio nelle trasmissioni Il Videogiornale del Fantabosco, Le storie di Gipo e Buongiorno con Yoyo in onda tuttora su Rai Yoyo. 
Nel 2004 ha diretto il musical La lauda di Francesco con musiche di Angelo Branduardi su San Francesco.
Nel 2014 torna nel cast de L'albero azzurro, con il ruolo dello gnomo Gipo. Nel 2017 conduce il programma Bumbi, nel ruolo del cantastorie.

## Programmi TV
- Cartoni magici - Rai 1 (1983-1985)
- L'albero azzurro - Rai 1, Rai 2 e Rai Yoyo (1990-2001 e 2014-2017)
- Glu Glu - RaiSat Ragazzi (1997-1999)
- La scatola delle emozioni - Rai 3 e Rai Yoyo (2000-2002 e 2009)
- La casa che suona - Rai 3 e Rai Yoyo (2001-2002 e 2006-2009)
- Melevisione - Rai 3 (2002-2005)
- Il Videogiornale del Fantabosco - Rai 3 e Rai Yoyo (2003-2013)
- Ma che bel castello - Rai Yoyo (2011-2013)
- Le storie di Gipo - Rai Yoyo (2011-2017)
- Colazione con Peo - RSI LA1 (2012)
- Buongiorno con Yoyo - Rai Yoyo (2013-2017)
- Bumbi - Rai Yoyo (2017-2019)
- Oreste, che storia - Rai Yoyo (2021)

## Discografia
- GiroGiroTondo (2006)
- La Lauda di Francesco (2009)
- Storie di pace (2012)

## Libri
- Alberi magici (2003)
- Carta maschere (2004)
- La scatola delle emozioni (2007)
- Le carta storie (2008)
- La casa che suona (2010)
- L'usignolo e la rosa (2011)